# ويب مين
ويب مين (بالإنجليزية: Webmin)‏ وهي أداة مبنية على الويب لإعداد الأنظمة الشبيه بيونكس والإصدار الأخير منها يمكن تنصيبه على ويندوز، الهدف منها إعداد النظام، المستخدمين، حصة القرص الصلب، الخدمات وملفات الإعداد. بالإضافة إلى تعديل وإعداد العديد من البرامج المفتوحة المصدر مثل أباتشي، بي إتش بي أو ماي إس كيو إل.
ويب مين مبنية في أغلبها على لغة البرمجة بيرل وتعمل كعملية خاصة وكخادم ويب. إفتراضيا تتصل عبر المنفذ رقم 10000 ويمكن إعدادها لتستخدم بروتوكول طبقة المنافذ الآمنة إذا كانت أوبن إس إس إل مثبتة مسبقاً مع وحدة بيرل بشكل إضافي.
ويب مين تسمح بإدارة عدة أجهزة من خلال واجهة تحكم واحدة، قام المطور الأسترالي Jamie Cameron بكتابة معظم الكود وأصدرها تحت رخصة BSD

شعار موقع ويب مين

## وصلات خارجية
- الموقع الرسمي